# Leptopteris intermedia
Leptopteris intermedia är en safsaväxtart som först beskrevs av André, och fick sitt nu gällande namn av Patrick J. Brownsey. Leptopteris intermedia ingår i släktet Leptopteris och familjen Osmundaceae. Inga underarter finns listade.